# Agria affinis
Agria affinis is een vliegensoort uit de familie van de dambordvliegen (Sarcophagidae). De wetenschappelijke naam van de soort is voor het eerst geldig gepubliceerd in 1817 door Carl Fredrik Fallén.